# Gauer River (vattendrag i Kanada)
Gauer River är ett vattendrag i Kanada.   Det ligger i provinsen Manitoba, i den centrala delen av landet, 2 000 km nordväst om huvudstaden Ottawa. Gauer River ligger vid sjön Missinipi Lake.
Trakten runt Gauer River är nära nog obefolkad, med mindre än två invånare per kvadratkilometer.